# Marcelle Renée Lancelot Croce
Marcelle Renée Lancelot, coniugata Croce (Parigi, 26 gennaio 1854 – ca 1946), è stata una pittrice, scultrice e medaglista francese naturalizzata italiana.

## Biografia
Marcelle Lancelot nacque a Parigi, figlia di Auguste Dieudonné Lancelot, litografo ed illustratore. In seguito al matrimonio con Odoardo Croce, impiegato (non si tratta dello sculture Leonardo Croce, come riportano alcune voci biografiche), prese la nazionalità italiana, cambiando il nome in Marcella. Visse per diversi anni a Roma. Oltre alla pittura e alla scultura, si dedicò anche fin da giovane alla professione di medaglista.
Nel 1895, prese parte alla gara per il miglior modello per una medaglia commemorativa, organizzata dal "Comitato generale per solennizzare il XXV anniversario della liberazione di Roma". Nel corso della sua vita, ha partecipato a molte esposizioni, fra cui la Mostra nazionale di belle arti di Milano del 1906, dove ha esposto il bassorilievo in gesso Il re nelle Calabrie
Fra le sue opere, la medaglia commemorativa per celebrare la nascita di Giuseppe Garibaldi nel 1907. Una serie di medaglie dedicate dall'artista ai membri della famiglia Savoia si trovano nel Museo Boncompagni Ludovisi a Roma.
Nel 1913 prese parte al concorso per incisore capo della Regia Zecca Italiana: "dopo aver superato brillantemente le prove, fu nonostante esclusa dalla graduatoria per la sola considerazione del sesso. L'on. Sotto-segretario del Tesoro, rispondendo alla Camera dei deputati ad una interrogazione al riguardo, non seppe dare alcuna giustificazione dello strano contegno dell'Amministrazione, trincerandosi nel fatto che era pendente il ricorso alla IV Sezione del Consiglio di Stato. Ma il Supremo Consesso non ebbe occasione di pronunciarsi perché la signora Lancelot-Croce rinunciava al ricorso in seguito ad accordi col Ministero".
Membro dal 1897 dell'Accademia di San Luca, nel 1946 fu nominata accademica emerita.